# Hands up (muziekgenre)
Hands up (ook wel eurotrance genoemd) is een middenweg tussen hard trance en eurodance waarin hardstyle-elementen zijn verwerkt. Het is een meer commercieel gericht genre dat vrolijke melodieën omvat.
De typerende tranceklanken lijken soms op technohoovers met trance-effecten en ondersteunende motieven. De recente eurotrance heeft zelfs een eigen soort herkenningsgeluid ontwikkeld. De zang die gebruikt wordt is meestal hoog ingezongen, waardoor eurotrance vaak verward wordt met vocal trance. De teksten zijn meestal simpel en zijn een introductie aan het nummer, zonder of met een kleine begeleidende bas. Eurotrance bevat soms melodieën van happy hardcore.
Vooral in Europese landen (zoals Duitsland en Oostenrijk) heeft hands up veel aan populariteit gewonnen. Radiostations zoals Technobase draaien dit genre van muziek.
Enkele bekende hands-up-artiesten:
- Cascada (vóór: Evacuate the Dancefloor)
- Groove Coverage
- Manian
- P!mp Code
- Rob Mayth